# Bahnradsport-Europameisterschaften der Junioren/U23 2016

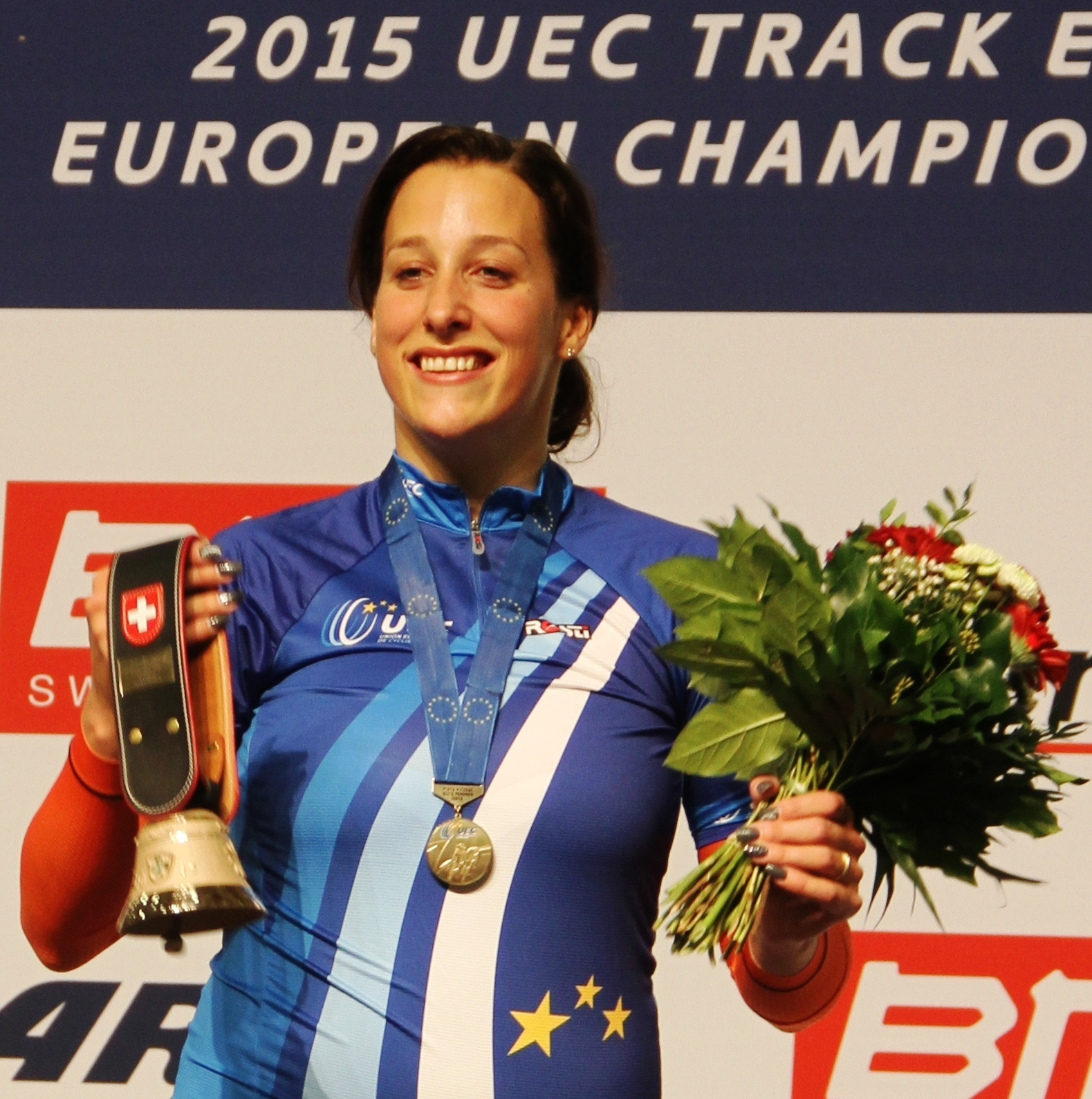
Mit vier Goldmedaillen in allen Kurzzeitdisziplinen (U23) die erfolgreichste Sportlerin der Meisterschaften: die Niederländerin Elis Ligtlee (hier bei den Bahn-EM 2015)

Die Bahnradsport-Europameisterschaften der Junioren/U23 2016 (2016 UEC Jun/U23 Track European Championships) Fanden vom 12. bis 17. Juli 2016 im italienischen Montichiari im Velodromo Fassa Bortolo statt. Zunächst war geplant gewesen, die Meisterschaften nach Brno in Tschechien zu vergeben.
Erfolgreichste Mannschaft war die der italienischen Gastgeber mit insgesamt zehn Medaillen, darunter sechs goldene. Auf dem zweiten Platz der Nationenwertung folgte Polen mit der absolut höchsten Gesamtzahl an Medaillen, 18 an der Zahl, davon fünf goldene, auf dem dritten Platz gefolgt von den Niederlanden mit fünf Goldmedaillen, von denen vier von einer einzigen Sportlerin, der Kurzzeitspezialistin Elis Ligtlee errungen wurden.
Bei den Juniorinnen gewann die Französin Mathilde Gros jeweils die Goldmedaille in Sprint und 500-Meter-Zeitfahren. In den Ausdauerdisziplinen der Juniorinnen war die Italienerin Letizia Paternoster in Mannschaftsverfolgung, Scratch und Punktefahren erfolgreich, während ihre Landsmännin Elisa Balsamo Gold in der Mannschaftsverfolgung und im Omnium gewann. Bei den Junioren gab es nur einen Fahrer, der ähnlich dominierend war, der Tscheche Martin Čechman, der Junioren-Europameister in Sprint und Keirin wurde.
Bei den Fahrern der U23 dominierte Elis Ligtlee die Kurzzeitdisziplinen der Frauen, während es bei den Männern keinen ähnlich beherrschenden Sportler gab. Die Belgierin Lotte Kopecky errang zwei Goldmedaillen, im Omnium sowie im Punktefahren. Der Italiener Filippo Ganna konnte zwei Medaillen errungen, eine goldene in der Einerverfolgung sowie eine silberne in der Mannschaftsverfolgung.
Maximilian Dörnbach war der Sportler, der die einzige Goldmedaille für die Mannschaft des Bundes Deutscher Radfahrer gewamm. Für die Mannschaft der Schweiz holte Nico Selenati eine Bronzemedaille im Scratch.
Während der Europameisterschaften wurden zwei neue Weltrekorde aufgestellt: Die italienischen Juniorinnen Elisa Balsamo, Chiara Consonni, Letizia Paternoster und Martina Stefani erreichten mit 4:29,234 Minuten eine neue Bestzeit. Die Litauerin Olivija Baleišytė verbesserte den sechs Jahre alten Rekord von Amy Cure in der Qualifikation der Einerverfolgung über 2000 Meter auf 2:22,31 Minuten.

## Zeitplan

### Junioren/Juniorinnen
| Datum                | Disziplinen Junioren                       | Disziplinen Juniorinnen                    |
| -------------------- | ------------------------------------------ | ------------------------------------------ |
| Dienstag, 12. Juli   | Mannschaftsverfolgung, Teamsprint, Scratch | Mannschaftsverfolgung, Teamsprint, Scratch |
| Mittwoch, 13. Juli   | 1000-Meter-Zeitfahren, Einerverfolgung     | Einerverfolgung                            |
| Donnerstag, 14. Juli | Punktefahren                               | Sprint, Punktefahren                       |
| Freitag, 15. Juli    | Sprint, Omnium                             | 500-Meter-Zeitfahren                       |
| Samstag, 16. Juli    | Zweier-Mannschaftsfahren, Keirin           | Keirin, Omnium                             |

### U23
| Datum                | Disziplinen Männer                  | Disziplinen Frauen                |
| -------------------- | ----------------------------------- | --------------------------------- |
| Dienstag, 12. Juli   | Einerverfolgung                     | Einerverfolgung                   |
| Mittwoch, 13. Juli   | Teamsprint, Mannschaftsverfolgung   | Teamsprint, Mannschaftsverfolgung |
| Donnerstag, 14. Juli | 1000-Meter-Zeitfahren, Punktefahren | Punktefahren                      |
| Freitag, 15. Juli    | Scratch                             | Sprint, Scratch                   |
| Samstag, 16. Juli    | Sprint, Omnium                      | 500-Meter-Zeitfahren              |
| Sonntag, 17. Juli    | Keirin, Zweier-Mannschaftsfahren    | Omnium, Keirin                    |

## Resultate U23

### Sprint
| Platz | Sportler         | Land | Zeit (s)              |
| ----- | ---------------- | ---- | --------------------- |
|       | Mateusz Rudyk    | POL  | 10,589 (1) 10,495 (2) |
|       | Sébastien Vigier | FRA  |                       |
|       | Vasilijus Lendel | LTU  | 10,607 (1) 10,246 (2) |

| Platz | Sportlerin         | Land | Zeit (s)              |
| ----- | ------------------ | ---- | --------------------- |
|       | Elis Ligtlee       | NLD  | 11,383 (1) 11,418 (2) |
|       | Tatjana Kisseljowa | RUS  |                       |
|       | Melissandre Pain   | FRA  | 11,612 (1) 14,426 (2) |

### Keirin
| Platz | Sportler            | Land |
| ----- | ------------------- | ---- |
|       | Thomas Copponi      | FRA  |
|       | Marc Jurczyk        | GER  |
|       | Michael Lewandowski | POL  |

| Platz | Sportlerin       | Land |
| ----- | ---------------- | ---- |
|       | Elis Ligtlee     | NED  |
|       | Nicky Degrendele | BEL  |
|       | Migle Marozaitė  | LTU  |

### Zeitfahren
| Platz | Sportler            | Land | Zeit (min) |
| ----- | ------------------- | ---- | ---------- |
|       | Maximilian Dörnbach | GER  | 1:01,315   |
|       | Jirí Janošek        | CZE  | 1:01,328   |
|       | Joseph Truman       | USA  | 1:01,742   |

| Platz | Sportlerin         | Land | Zeit (s) |
| ----- | ------------------ | ---- | -------- |
|       | Elis Ligtlee       | NED  | 34,049   |
|       | Tatjana Kisseljowa | RUS  | 34,570   |
|       | Melissandre Pain   | FRA  | 34,898   |

### Teamsprint
| Platz | Sportler                                  | Land | Zeit (s) |
| ----- | ----------------------------------------- | ---- | -------- |
|       | Jack Carlin Ryan Owens Joseph Truman      | GBR  | 43,955   |
|       | Jiří Fanta David Sojka Jiří Janošek       | CZE  | 44,642   |
|       | Richard Aßmus Maximilian Dörnbach Jan May | GER  | 43,973   |

| Platz | Sportlerin                          | Land | Zeit (s) |
| ----- | ----------------------------------- | ---- | -------- |
|       | Kyra Lamberink Elis Ligtlee         | NED  | 33,504   |
|       | Natalja Antonowa Tatjana Kisseljowa | RUS  | 33,786   |
|       | Julita Jagodzińska Urszula Łoś      | POL  | 34,722   |

### Einerverfolgung
| Platz | Sportler      | Land | Zeit (min) |
| ----- | ------------- | ---- | ---------- |
|       | Filippo Ganna | ITA  | 4:14,165   |
|       | Ivo Oliveira  | POR  | 4:17,448   |
|       | Thomas Denis  | FRA  | 4:20,878   |

| Platz | Sportlerin         | Land | Zeit (min) |
| ----- | ------------------ | ---- | ---------- |
|       | Justyna Kaczkowska | POL  | 3:31,307   |
|       | Daria Pikulik      | POL  | 3:33,479   |
|       | Ina Sawenka        | BLR  | 3:32,585   |

### Mannschaftsverfolgung
| Platz | Sportler                                                       | Land | Zeit (min) |
| ----- | -------------------------------------------------------------- | ---- | ---------- |
|       | Thomas Denis Corentin Ermenault Florian Maitre Benjamin Thomas | FRA  | 3:56,277   |
|       | Simone Consonni Filippo Ganna Francesco Lamon Davide Plebani   | ITA  | 3:56,393   |
|       | Matthew Bostock Joe Holt Mark Stewart Oliver Wood              | GBR  | 3:59,396   |

| Platz | Sportlerin                                                        | Land | Zeit (min) |
| ----- | ----------------------------------------------------------------- | ---- | ---------- |
|       | Emily Kay Dannielle Khan Manon Lloyd Emily Nelson                 | GBR  | 4:24,386   |
|       | Martina Alzini Michela Maltese Francesca Pattaro Claudia Cretti   | ITA  | eingeholt  |
|       | Monika Graczewski Justyna Kaczkowska Łucja Pietrzak Daria Pikulik | POL  | 4:28,760   |

### Scratch
| Platz | Sportler         | Land |
| ----- | ---------------- | ---- |
|       | Michal Rzeznicki | POL  |
|       | Mark Stewart     | GBR  |
|       | Nico Selenati    | SUI  |

| Platz | Sportlerin       | Land |
| ----- | ---------------- | ---- |
|       | Rachele Barbieri | ITA  |
|       | Soline Lamboley  | FRA  |
|       | Dannielle Khan   | GBR  |

### Punktefahren
| Platz | Sportler        | Land | Punkte         |
| ----- | --------------- | ---- | -------------- |
|       | Jonathan Dibben | GBR  | 125 + 5 Runden |
|       | Mark Downey     | IRL  | 111 + 5 Runden |
|       | Raman Ramanau   | BLR  | 101 + 4 Runden |

| Platz | Sportlerin     | Land | Punkte |
| ----- | -------------- | ---- | ------ |
|       | Lotte Kopecky  | BEL  | 44     |
|       | Emily Nelson   | GBR  | 38     |
|       | Tatjana Paller | GER  | 36     |

### Omnium
| Platz | Sportler      | Land | Punkte |
| ----- | ------------- | ---- | ------ |
|       | Thomas Boudat | FRA  | 262    |
|       | Szymon Sajnok | POL  | 217    |
|       | Ivo Oliveira  | POR  | 193    |

| Platz | Sportlerin    | Land | Punkte |
| ----- | ------------- | ---- | ------ |
|       | Lotte Kopecky | BEL  | 214    |
|       | Ina Sawenka   | BLR  | 185    |
|       | Emily Kay     | GBR  | 181    |

### Madison
| Platz | Sportler                          | Land | Punkte (Runden) |
| ----- | --------------------------------- | ---- | --------------- |
|       | Maxim Piskunow Sergei Rostowzew   | RUS  | 10              |
|       | Florian Maitre Benjamin Thomas    | FRA  | 10              |
|       | Alan Banaszek Daniel Staniszewski | POL  | 8               |

## Resultate Junioren/Juniorinnen

### Sprint
| Platz | Sportler       | Land | Zeit (s)              |
| ----- | -------------- | ---- | --------------------- |
|       | Martin Čechman | CZE  | 10,703 (1) 10,611 (2) |
|       | Mateusz Miłek  | POL  |                       |
|       | Ayrton De Pauw | BEL  | 10,591 (1) 10,986 (2) |

| Platz | Sportlerin        | Land | Zeit (s)              |
| ----- | ----------------- | ---- | --------------------- |
|       | Mathilde Gros     | FRA  | 13,553 (1) 11,634 (2) |
|       | Martina Fidanza   | ITA  |                       |
|       | Hetty van de Wouw | NED  | 11,491 (1) 11,667 (2) |

### Keirin
| Platz | Sportler        | Land |
| ----- | --------------- | ---- |
|       | Martin Čechman  | CZE  |
|       | Timo Bichler    | GER  |
|       | Dmitri Nesterow | RUS  |

| Platz | Sportlerin           | Land |
| ----- | -------------------- | ---- |
|       | Sara Kankowska       | CZE  |
|       | Aleksandra Tolomanow | POL  |
|       | Steffie van der Peet | NLD  |

### Zeitfahren
| Platz | Sportler           | Land | Zeit (min) |
| ----- | ------------------ | ---- | ---------- |
|       | Ayrton De Pauw     | BEL  | 1:03,302   |
|       | Dawid Czubak       | POL  | 1:04,233   |
|       | Alejandro Martinez | ESP  | 1:04,157   |

| Platz | Sportlerin        | Land | Zeit (s) |
| ----- | ----------------- | ---- | -------- |
|       | Mathilde Gros     | FRA  | 34,836   |
|       | Hetty van de Wouw | NLD  | 35,268   |
|       | Sophie Capewell   | GBR  | 35,873   |

### Teamsprint
| Platz | Sportler                                        | Land | Zeit (s) |
| ----- | ----------------------------------------------- | ---- | -------- |
|       | Michail Dmitrijew Dmitri Nesterow Pawel Rostow  | RUS  | 45,571   |
|       | Krystian Ruta Mateusz Miłek Daniel Rochna       | POL  | 45,783   |
|       | Alexander Joliffe Lewis Stewart Hamish Turnbull | GBR  | 46,838   |

| Platz | Sportlerin                             | Land | Zeit (s) |
| ----- | -------------------------------------- | ---- | -------- |
|       | Hetty van de Wouw Steffie van der Peet | NED  | 34,367   |
|       | Martina Fidanza Gloria Manzoni         | ITA  | 34,703   |
|       | Lauren Bate-Lowe Sophie Capewell       | GBR  | 35,416   |

### Einerverfolgung
| Platz | Sportler             | Land | Zeit (min) |
| ----- | -------------------- | ---- | ---------- |
|       | Georgios Stavrakakis | GRE  | 3:18,812   |
|       | Iwan Smirnow         | RUS  | 3:19,764   |
|       | Reece Wood           | GBR  | 3:19,326   |

| Platz | Sportlerin          | Land | Zeit (min) |
| ----- | ------------------- | ---- | ---------- |
|       | Olivija Baleišytė   | LTU  | 2:23,329   |
|       | Marija Nowolodskaja | RUS  | 2:24,893   |
|       | Nikola Rozynska     | POL  | 2:25,104   |

### Mannschaftsverfolgung
| Platz | Sportler                                                      | Land | Zeit (min) |
| ----- | ------------------------------------------------------------- | ---- | ---------- |
|       | Ethan Hayter Matthew Walls Reece Wood Fred Wright             | GBR  | 4:04,142   |
|       | Dawid Czubak Szymon Krawczyk Patryk Pazik Bartosz Rudyk       | POL  | 4:08,284   |
|       | Arseni Nikoforow Sergei Malnew Alexander Smirnow Iwan Smirnow | RUS  | 4:09,551   |

| Platz | Sportlerinnen                                                                 | Land | Zeit (min)  |
| ----- | ----------------------------------------------------------------------------- | ---- | ----------- |
|       | Elisa Balsamo Chiara Consonni Letizia Paternoster Martina Stefani             | ITA  | 4:29,234 WR |
|       | Marit Raaijmakers Amber van der Hulst Kirstie van Haaften Bente van Teeseling | NED  | eingeholt0  |
|       | Eleanor Dickinson Lauren Dolan Rebecca Raybould Jessica Roberts               | GBR  | 4:39,3500   |

### Scratch
| Platz | Sportler           | Land |
| ----- | ------------------ | ---- |
|       | Jules Hesters      | BEL  |
|       | Felix Happke       | GER  |
|       | Olexandr Kriwitsch | UKR  |

| Platz | Sportlerin          | Land |
| ----- | ------------------- | ---- |
|       | Letizia Paternoster | ITA  |
|       | Maria Martins       | POR  |
|       | Wiktoria Pikulik    | POL  |

### Punktefahren
| Platz | Sportler        | Land | Punkte       |
| ----- | --------------- | ---- | ------------ |
|       | Dawid Czubak    | POL  | 49 + 1 Runde |
|       | Matteo Donegà   | ITA  | 36 + 1 Runde |
|       | Gerben Thijssen | BEL  | 32 + 1 Runde |

| Platz | Sportlerin          | Land | Punkte       |
| ----- | ------------------- | ---- | ------------ |
|       | Letizia Paternoster | ITA  | 53 + 1 Runde |
|       | Marit Raaijmakers   | NED  | 27 + 1 Runde |
|       | Rebecca Raybould    | GBR  | 12           |

### Omnium
| Platz | Sportler        | Land | Punkte |
| ----- | --------------- | ---- | ------ |
|       | Szymon Krawczyk | POL  | 203    |
|       | Ethan Hayter    | GBR  | 192    |
|       | Bas Ottevanger  | NED  | 184    |

| Platz | Sportlerin        | Land | Punkte |
| ----- | ----------------- | ---- | ------ |
|       | Elisa Balsamo     | ITA  | 186    |
|       | Olivija Baleišytė | LTU  | 184    |
|       | Jessica Roberts   | GBR  | 182    |

### Madison
| Platz | Sportler                        | Land | Punkte        |
| ----- | ------------------------------- | ---- | ------------- |
|       | Rhys Britton Matthew Walls      | GBR  | 10            |
|       | Jules Hesters Gerben Thijssen   | BEL  | 17/- 1 Runde  |
|       | Sergei Malnew Alexander Smirnow | RUS  | 12/ - 1 Runde |

## Medaillenspiegel
| Rang   | Land                   | Gold | Silber | Bronze | Gesamt |
| ------ | ---------------------- | ---- | ------ | ------ | ------ |
| 1      | Italien                | 6    | 4      | -      | 10     |
| 2      | Polen                  | 5    | 7      | 6      | 18     |
| 3      | Niederlande            | 5    | 4      | 2      | 11     |
| 4      | Vereinigtes Königreich | 5    | 3      | 11     | 19     |
| 5      | Frankreich             | 5    | 3      | 3      | 11     |
| 6      | Belgien                | 4    | 2      | 2      | 8      |
| 7      | Tschechien             | 3    | 2      | 1      | 6      |
| 8      | Russland               | 2    | 5      | 3      | 10     |
| 9      | Deutschland            | 1    | 3      | 2      | 6      |
| 10     | Litauen                | 1    | 1      | 2      | 4      |
| 11     | Griechenland           | 1    | –      | –      | 1      |
| 12     | Portugal               | –    | 2      | 1      | 3      |
| 13     | Belarus                | –    | 1      | 2      | 3      |
| 14     | Irland                 | –    | 1      | –      | 1      |
| 15     | Ukraine                | –    | –      | 1      | 1      |
| 15     | Spanien                | –    | –      | 1      | 1      |
| 15     | Schweiz                | –    | –      | 1      | 1      |
| Gesamt | Gesamt                 | 38   | 38     | 38     | 114    |

## Aufgebote

### Deutschland
- Junioren: Timo Bichler, Alexander Franz, Felix Happke, Valentin Schumann, Felix Zschocke
- U23: Richard Aßmus, Maximilian Dörnbach, Marc Jurczyk, Max Kanter, Jan May, Emma Hinze, Tatjana Paller

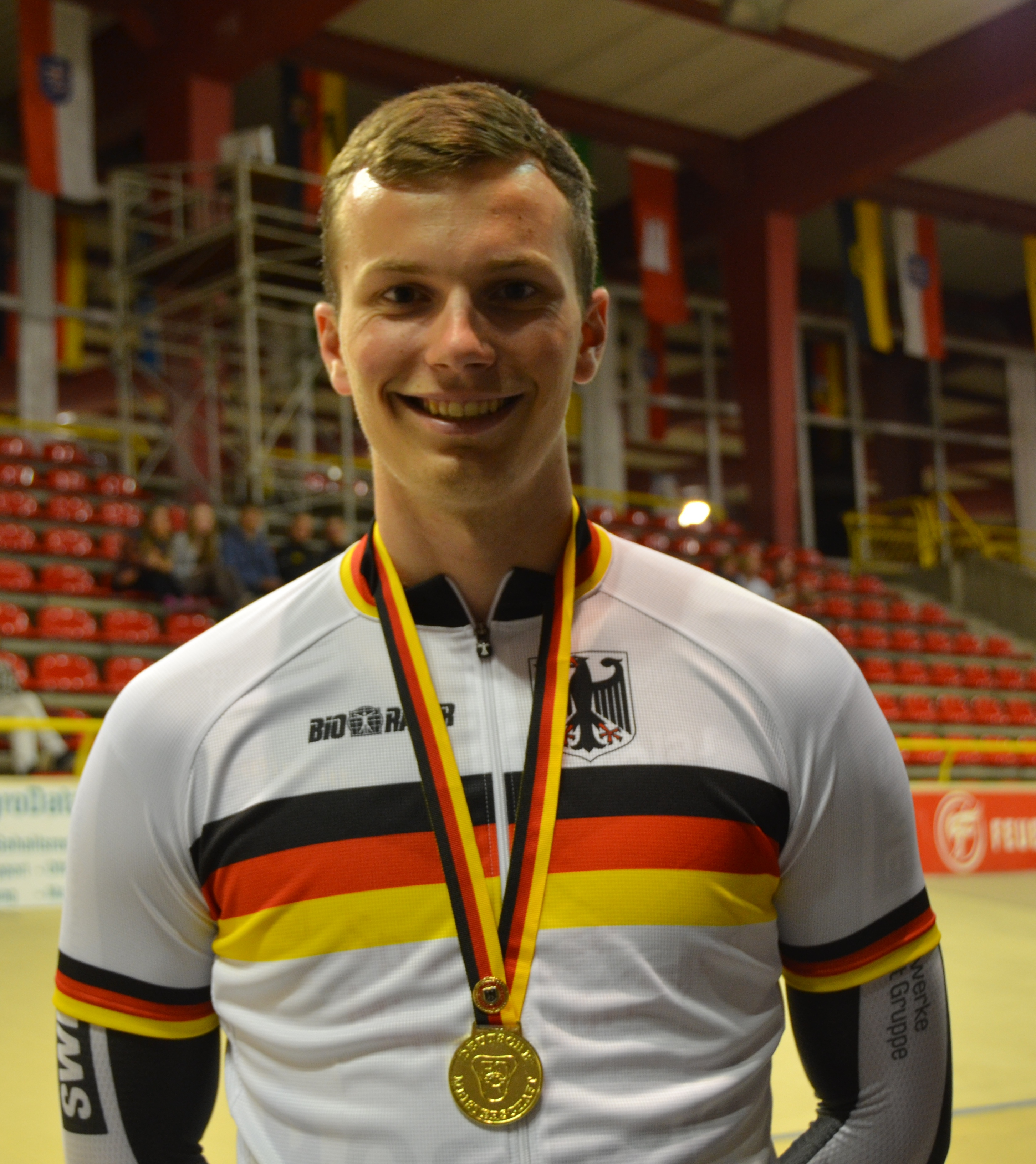
Richard Aßmus
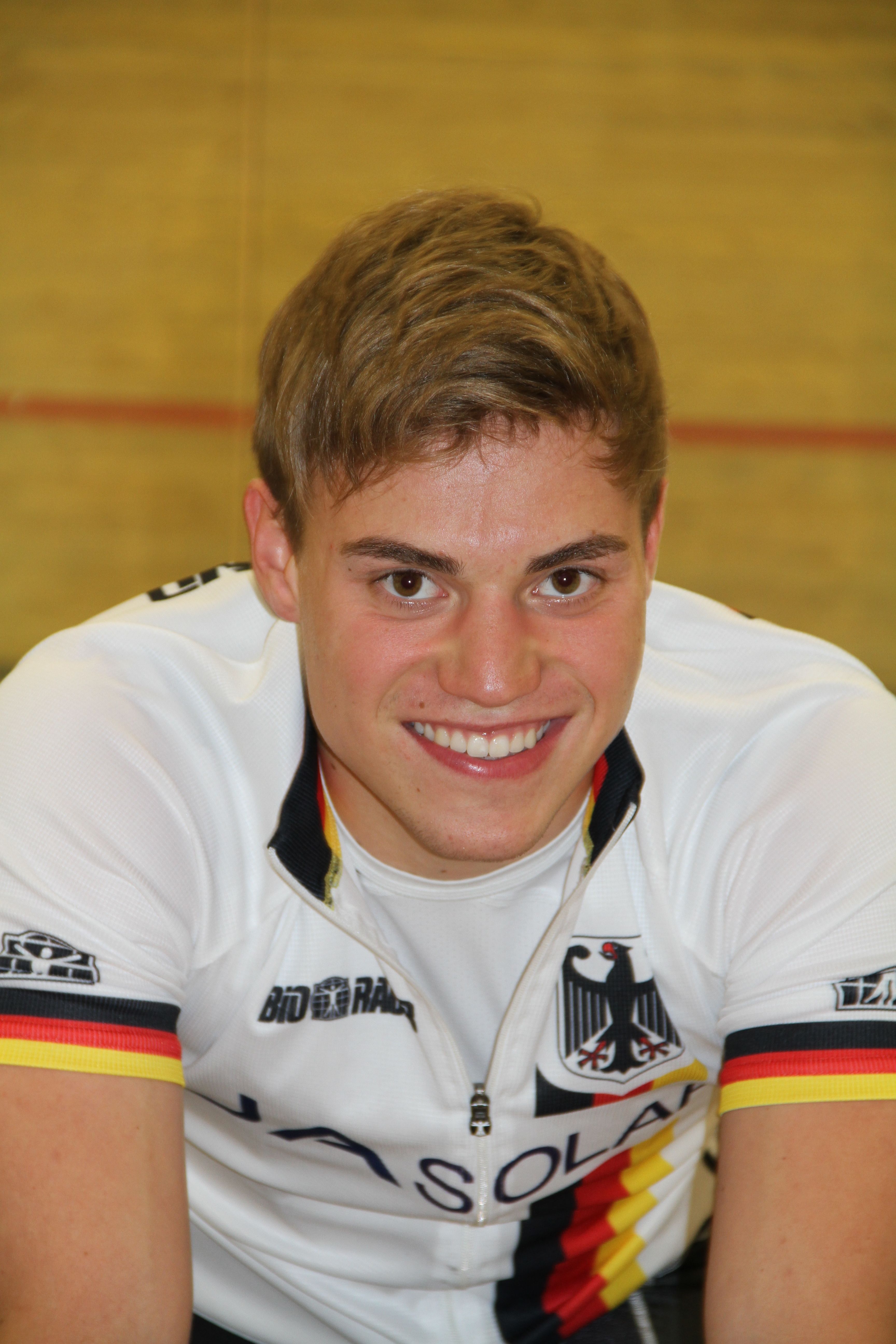
Maximilian Dörnbach
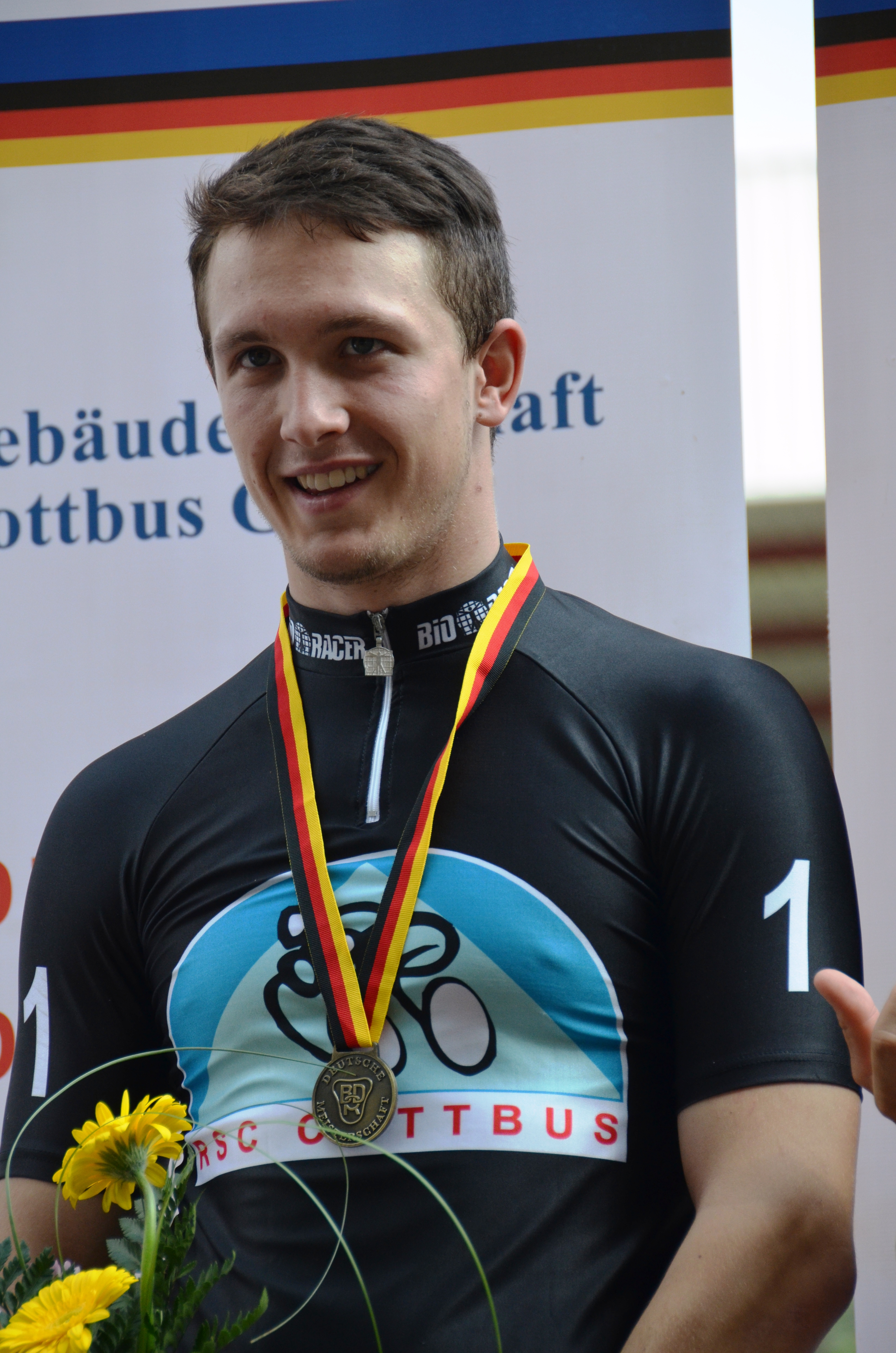
Marc Jurczyk
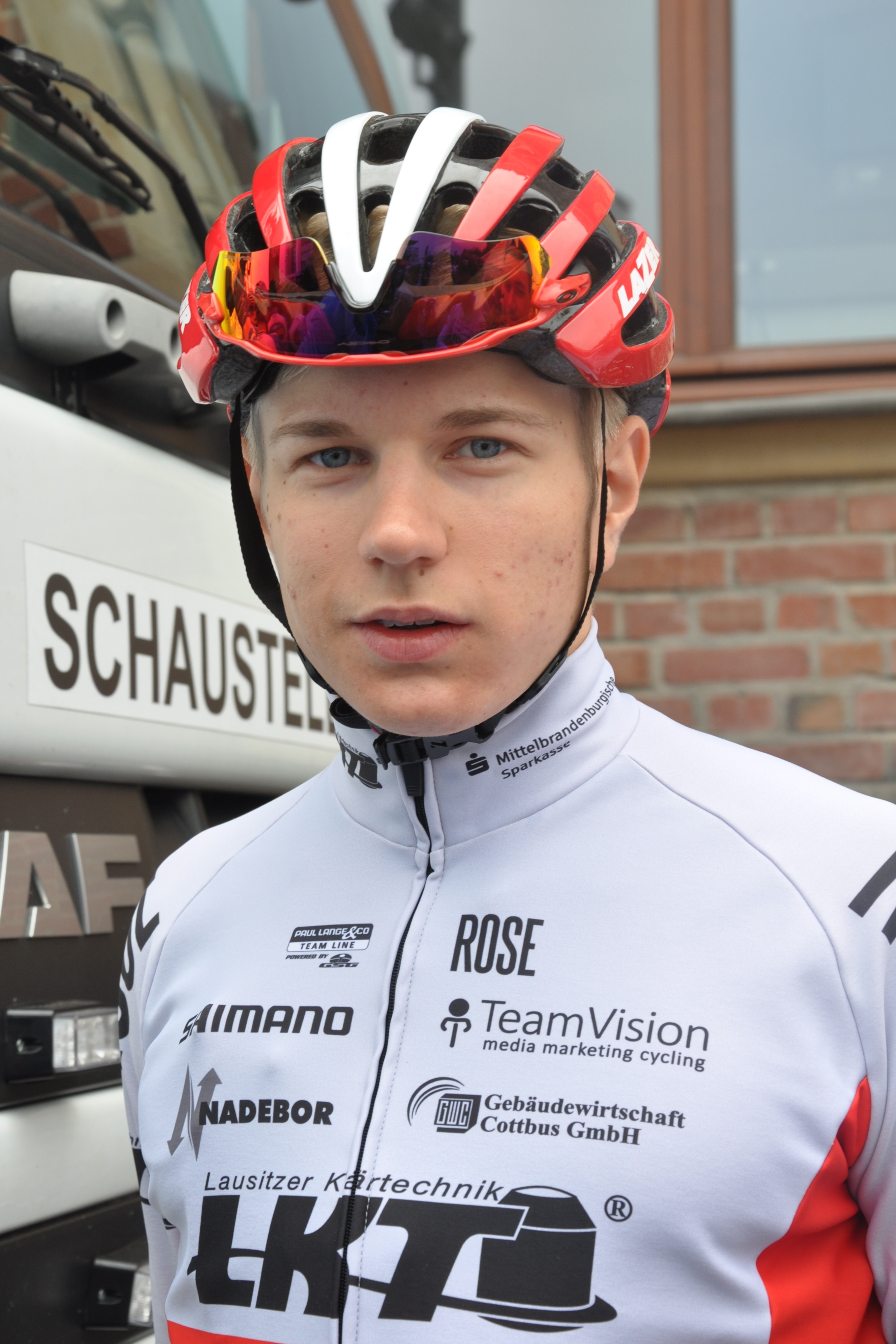
Max Kanter
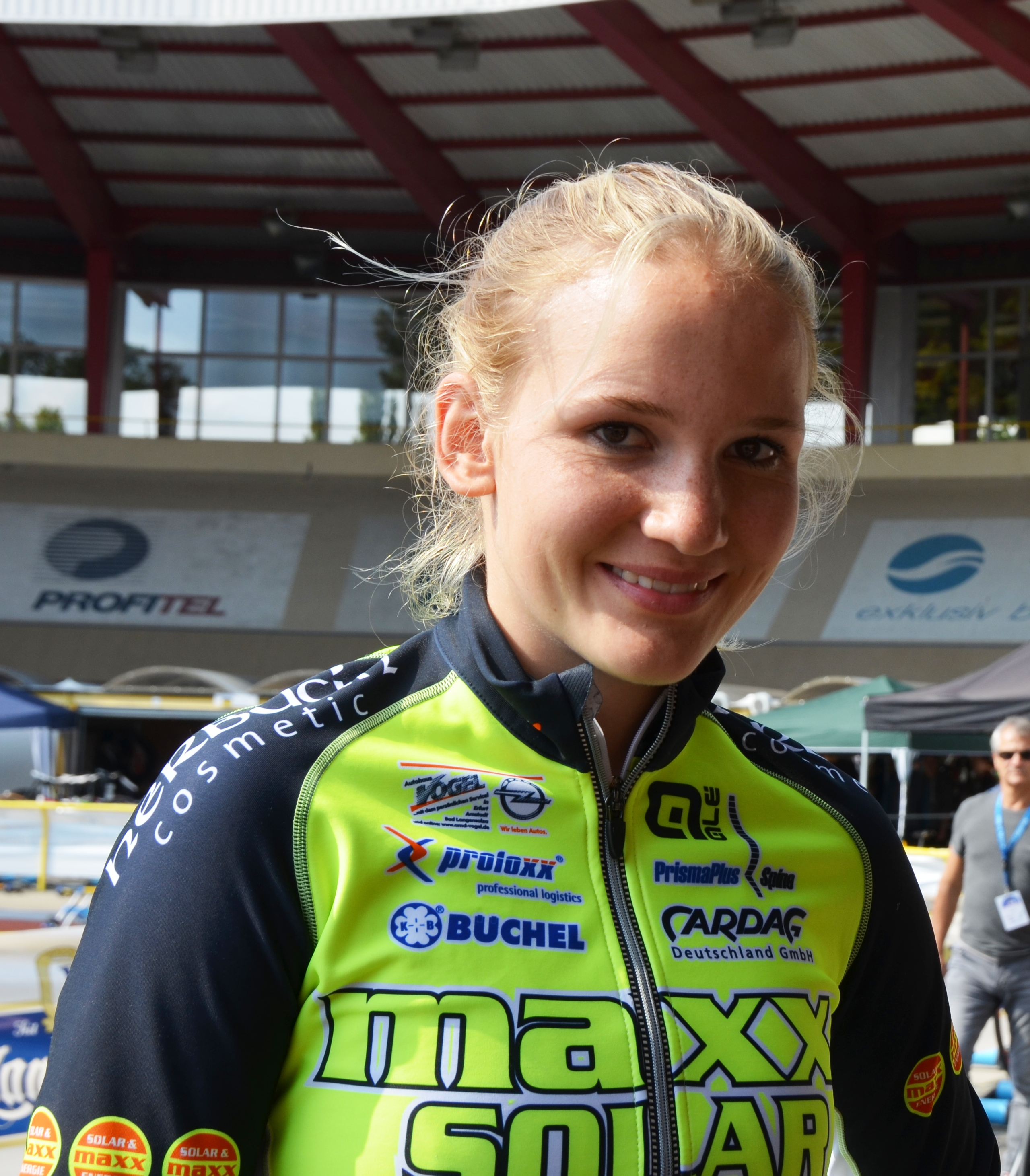
Tatjana Paller
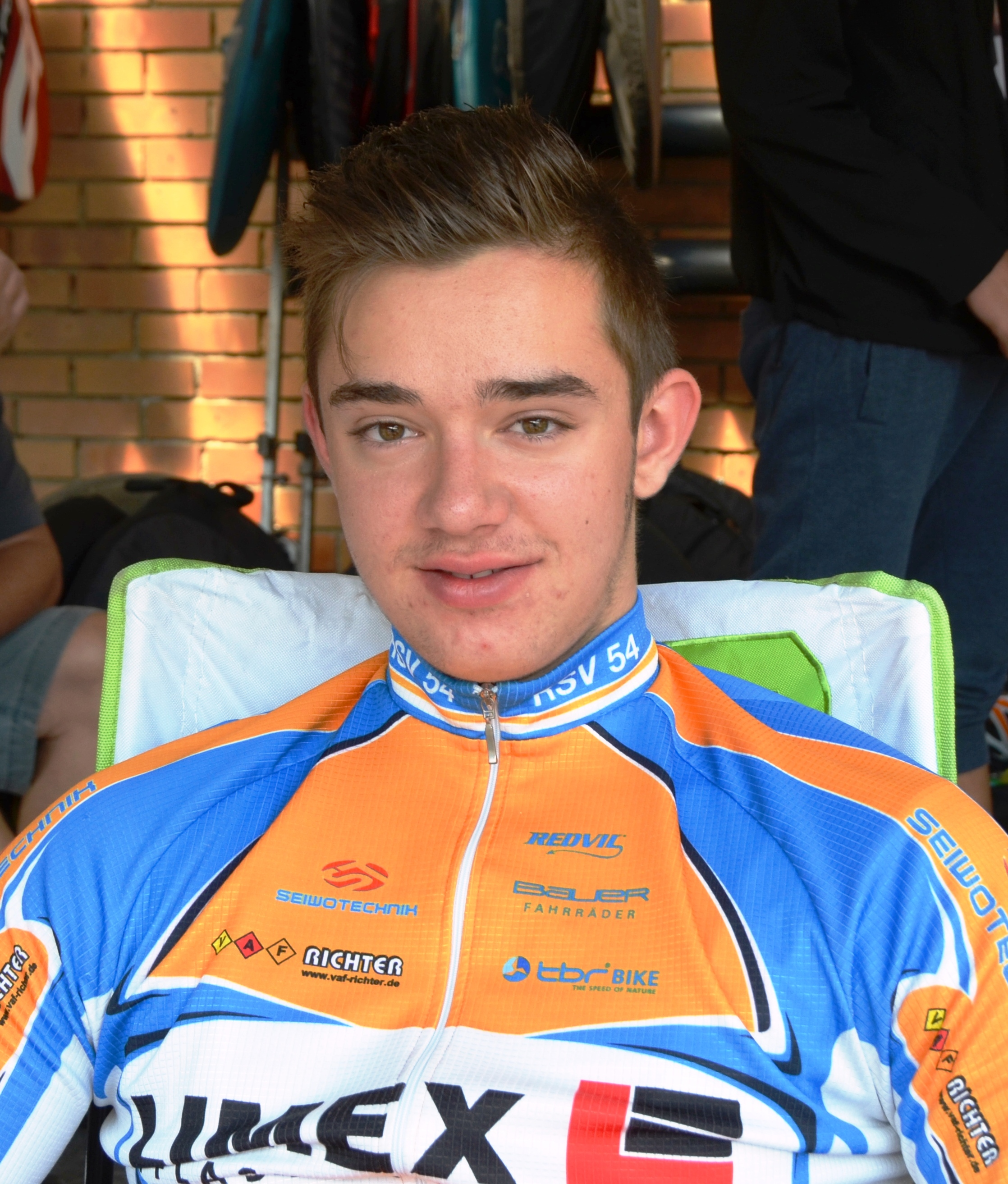
Felix Zschocke

### Österreich
- Junioren: Verena Eberhardt, Tobias Edelbauer, Stefan Mastaller, Tobias Wauch

### Schweiz
- Junioren: Antoine Aebi, Valère Thiébaud, Alex Vogel
- U23: Simon Brühlmann, Gino Mäder, Lukas Rüegg, Martin Schäppi, Nico Selenati